# Markéta Těšínská

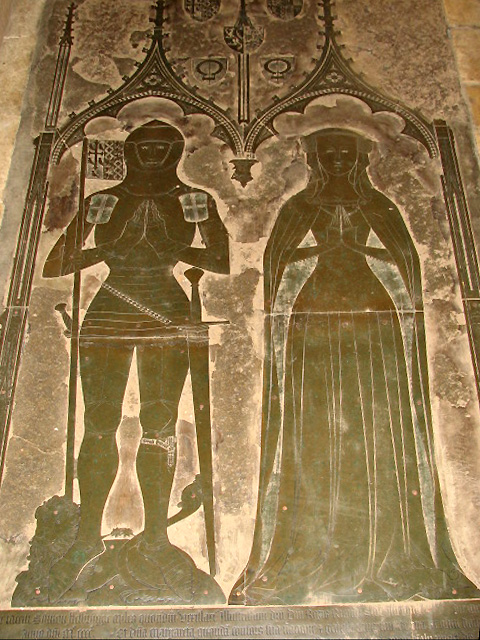
Náhrobek vyobrazením Markéty Těšínské a jejího manžela

Markéta Těšínská († 27. června 1416) byla těšínská knížecí princezna, která prožila většinu života v Anglii.

## Život
Narodila se jako dcera těšínského knížete Přemysla I. Nošáka, který byl jedním z vyjednávačů sňatkové aliance mezi Lucemburky a Plantagenety. Na podzim roku 1381 se Markéta dostala v doprovodu Anny České do Anglie, kde se společně s otcem zúčastnila svatby své paní. Následně se provdala za Simona Felbrigga, budoucího praporečníka krále Richarda II. a připojila se tak k vlně českoanglických sňatků.
Právě svatba se Šimonem ji zachránila před vyhoštěním z Anglie, které postihlo většinu českého doprovodu po roce 1388. Zemřela v červnu 1416 a byla pohřbena v kostele sv. Markéty ve Felbriggu (hrabství Norfolk) pod mosazným náhrobkem. Z její pozůstalosti je známá kniha hodinek, která je uložena v Huntington Library v Kalifornii. Kromě modliteb v latině a angličtině obsahuje i jednu modlitbu v češtině.